# Baria
La baria (pronunciata barìa, chiamata barye in diverse lingue straniere; simbolo: Ba) è l'unità di misura della pressione nel sistema CGS. È uguale a 1 dine/cm2.
1 Ba = 0,1 Pa = 0,1 N/m2
dove:
- il pascal (Pa) è l'unità del Sistema Internazionale (SI) della pressione
- il newton (N) è l'unità SI della forza
- il metro (m) è l'unità SI della lunghezza

Un multiplo della baria (megabaria, MBa) è equivalente ad un'altra unità di misura della pressione, il bar. Si ha quindi:
106 Ba = 1 MBa = 1 bar